# 吉水站 (日本)
吉水站（日语：／ Yoshimizu eki */?）是日本栃木縣佐野市新吉水町的東武鐵道佐野線車站。車站編號TI 36。

## 歷史
- 1889年（明治22年）6月23日 - 安蘇馬車鐵道車站吉水站（初代）開業。
- 1915年（大正4年）
  - 2月1日  - 吉水站往佐野方向移動1.3哩（約2.1km），更名為堀米站[1]。
  - 7月1日 - 吉水站（2代目）開業[2]。
- 1973年（昭和48年）9月1日 - 車站無人化。
- 1989年（平成元年） - 拆除舊2號線，月台往東側拓寬，待避線改為新2號線。

## 車站構造
本站是島式月台1面2線地面車站，東西方出入口在佐野側，出入口有天橋通往月台。過去東口側有待避線，因月台拓寬而拆除舊2號線，待避線改成現在的2號線。
站內設有PASMO簡易感應機。

### 月台配置
| 月台 | 路線   | 方向 | 目的地   |
| ---- | ------ | ---- | -------- |
| 1    | 佐野線 | 下行 | 葛生方向 |
| 2    | 佐野線 | 上行 | 館林方向 |

## 使用情況
2017年度1日平均上下車人次為1,104人。使用人次在佐野市內僅次於佐野站。過去本站使用人次持續下跌，直至2012年度跌破千人，隔年再次站上千人大關維持至今。受惠於周邊的佐野日本大學學園附屬高校與中學校、佐野松櫻高等學校等，近年本站使用人次十分穩定。
近年1日平均上下車人次變化如下表｡
| 年度               | 1日平均 上下車人次 |
| ------------------ | ------------------ |
| 2001年（平成13年） | 1,915              |
| 2002年（平成14年） | 1,797              |
| 2003年（平成15年） | 1,581              |
| 2004年（平成16年） | 1,479              |
| 2005年（平成17年） | 1,459              |
| 2006年（平成18年） | 1,533              |
| 2007年（平成19年） | 1,600              |
| 2008年（平成20年） | 1,334              |
| 2009年（平成21年） | 1,223              |
| 2010年（平成22年） | 1,084              |
| 2011年（平成23年） | 1,053              |
| 2012年（平成24年） | 997                |
| 2013年（平成25年） | 1,073              |
| 2014年（平成26年） | 1,101              |
| 2015年（平成27年） | 1,082              |
| 2016年（平成28年） | 1,077              |
| 2017年（平成29年） | 1,104              |

## 車站周邊
- 田沼吉水站前郵便局
- 道之驛正中田沼（日语：道の駅どまんなか たぬま）
- 佐野日本大學學園
  - 佐野日本大學高等學校（日语：佐野日本大学高等学校）
  - 佐野日本大學中等教育學校（日语：佐野日本大学中等教育学校）

## 巴士路線
- 生活路線巴士「さーのって號」 田沼葛生線
  - 葛生站南巴士回轉場 - 田沼行政中心 - 吉水站入口西 - 正中田沼（日语：道の駅どまんなか たぬま） - 朱雀町 - 厚生醫院 - 佐野站

## 外部連結
- 吉水（車站資訊） - 東武鐵道